# کنراد مورافسکی
کُنراد مورافسکی (لهستانی: Konrad Morawski؛ ‏ ۲۶ نوامبر ۱۹۱۳ – ۲ نوامبر ۱۹۸۵) بازیگر اهل لهستان بود.
از فیلم‌ها یا برنامه‌های تلویزیونی که وی در آن نقش داشته‌است، می‌توان به سرنوشت‌های لهستانی، چگونه جنگ جهانی دوم را آغاز کردم، هفت آرزو، زخم و از دوشنبه‌ها بیزارم اشاره کرد.